# O przekroczeniu uprawnień poselskich
O przekroczeniu uprawnień poselskich lub O przeniewierczym poselstwie (stgr. περὶ τῆς Παραπρεσβείας) – mowa sądowa i polityczna autorstwa Demostenesa wygłoszona w  343 roku p.n.e. jako oskarżenie przeciwko Ajschinesowi o wzięcie łapówki od Filipa II.

## Tło polityczne
W połowie IV wieku p.n.e. Ateny znajdowały się w stanie wojny z Macedonią. Z jednej strony opowiedziały się po przeciwnej niż Filip II Macedoński stronie w wojnie świętej, z drugiej wspierały Związek Chalkidzki, w 349 roku p.n.e. zaatakowany przez Filipa. Król Macedonii w 348 roku p.n.e. zdobył Olint – główną polis Chalkidy, po czym zrównał miasto z ziemią. Do niewoli trafili ateńscy żołnierze, wysłani jako wsparcie chalkidzkim sprzymierzeńcom. W 357 roku p.n.e. Filip zaproponował Ateńczykom pokój, co, zaniepokojeni losem jeńców, byli skłonni rozważać. Na eklezji w 346 roku p.n.e. Filokrates zaproponował wysłanie dziesięciu posłów do Pelli, co też zgromadzenie zatwierdziło. W kilka tygodni po powrocie poselstwa eklezja zatwierdziła pokój i wysłała kolejne. W składzie obu poselstw znaleźli się Ajschines i Demostenes. Po powrocie z drugiego poselstwa, latem 346 roku p.n.e. między mówcami doszło do konfliktu. Demostenes zarzucił Ajschinesowi przyjęcie łapówki od Filipa II, w związku z czym polityk poszedł na znaczne ustępstwa wobec macedońskiego króla. Demostenes chciał, za pośrednictwem swojego poplecznika Timarchosa, oskarżyć Ajschinesa przed ateńskim sądem. Do ataku zamierzali wykorzystać procedurę składania sprawozdań – euthyna. Ajschines wstrzymał swój proces samemu oskarżając Timarchosa o to, że z racji uprawiania prostytucji w wieku młodzieńczym utracił częściowo prawa obywatelskie. 
Proces Timarchosa odbył się w roku 346/345 p.n.e. Zakończył się on zwycięstwem Ajschinesa, które wzmocniło jego pozycję w sporze z Demostenesem. Ten jednak nie zrezygnował z oskarżenia swojego przeciwnika. Przedtem jednak, w ramach walk stronnictwa antymacedońskiego Demostenesa ze zwolennikami pokoju, oskarżony został w ramach procedury eisangelia Filokrates. Twórca pokoju uciekł z Aten przed oskarżeniami o zdradę na rzecz Filipa i zaocznie otrzymał wyrok śmierci. Następnie Demostenes doprowadził do skazania na śmierć, jako macedońskiego szpiega, Anaksinosa. Mimo tych okoliczności Ajschynios postanowił spróbować obrony przed oskarżeniami Demostenesa i przygotował mowę obronną. Proces odbył się w 343 roku p.n.e., trybunał orzekał najprawdopodobniej w składzie tysiąca osób. 

## Mowa
W swej mowie oskarżycielskiej Demostenes zarzuca Ajschinesowi zdradę na rzecz Filipa i przyjęcie od niego łapówki. Mowa zawiera wiele obelg, inwektyw i kalumnii.
Odpowiedzią Ajchinesa była mowa O poselstwie. Proces zakończył się uniewinnieniem oskarżonego nieznaczną przewagą 30 głosów.